# Calamaria lautensis
Calamaria lautensis — вид змій родини полозових (Colubridae). Ендемік Індонезії.

## Поширення і екологія
Calamaria lautensis відомі за п'ятьма зразками, з яких два зібрані на острові Сімелуе, а три — на острові Великий Салаут.